# Carl Erdmann von Pückler-Burghauss
Carl Erdmann Graf von Pückler (* 1. Oktober 1857 in Neudorf, Landkreis Reichenbach (Eulengebirge); † 14. April 1943 in Ober-Weistritz, Schlesien) war ein deutscher Diplomat. Er amtierte u. a. als deutscher Gesandter in Luxemburg (1901–1907) und Schweden (1907–1911).

## Leben und Tätigkeit
Pückler war ein Produkt der Ehe des Karl Alexander Ludwig Erdmann Graf von Pückler-Burghauss (1817–1899) und seiner Ehefrau Caroline Gräfin von Pückler-Burghauss (1820–1912), geb. Prinzessin Reuss. Der Vater war Fideikommissherr, königlich-preußischer Kammerherr und Generallandschaftsdirektor von Schlesien. Sein älterer Bruder war der Politiker Friedrich Graf von Pückler-Burghauss (* 3. Februar 1849; † 10. Juli 1920).
Pückler besuchte das Gymnasium zu St. Maria Magdalena in Breslau, das er 1876 mit dem Abitur verließ. Anschließend studierte er von 1876 bis 1879 an der Universität Breslau Rechtswissenschaften. 1879 bestand er das Referendarexamen.
Zum 1. Oktober 1879 trat Pückler in die preußische Armee ein. 1880 bestand er das Offiziersexamen. Im Oktober 1880 erhielt er daraufhin die Ernennung zum Sekonde-Lieutenant. 1884 legte er das Examen zur Kriegsakademie ab.

### Diplomatische Laufbahn
Am 11. März 1886 wurde Pückler, formal noch immer Angehöriger des Militärs, zur deutschen Botschaft in Wien kommandiert (Dienstantritt: 28. März 1886), wo er bis zum 5. April 1887 tätig war. Am 17. März 1887 wurde er dann zur Dienstleistung in das Auswärtige Amt kommandiert (Dienstantritt: 13. April 1887). Hier tat er zunächst Dienst in der Abteilung III (Recht). Am 17. Juli 1887 wurde seine Versetzung in die Abteilung II (Handelspolitik) ausgesprochen.
Am 14. Oktober 1887 erhielt Pückler die Zulassung zum Auswärtigen Dienst und damit den Rang eines Attachés. Die diplomatische Prüfung legte er am 13. Juni 1888 ab.
Am 15. Juni 1888 wurde Pückler der deutschen Botschaft in Sankt Petersburg mit dem Rang eines Legationssekretärs als 3. Sekretär zugeteilt (Dienstantritt: 3. Juli 1888). Auf diesem Posten blieb er knapp zweieinhalb Jahre lang, bis zum 18. Dezember 1890. Während dieser Zeit schied Pückler zum 21. Juni 1888 offiziell aus dem Militärdienst aus. Zudem war er vom 16. September bis 21. September 1889 mit der kommissarischen Leitung der Botschaft betraut.
Am 20. November 1890 wurde Pückler der deutschen Botschaft in Madrid als 2. Sekretär zugewiesen (Dienstantritt: 1. Februar 1891). Wenige Monate später, am 6. März 1891 erging Weisung, dass er der preußischen Gesandtschaft in München als Legationssekretär zugeteilt sei (Dienstantritt: 28. März 1891). Hier blieb er vier Jahre lang, bis zum 10. Februar 1895 beschäftigt. Am 16. Januar 1895 erhielt Pückler den Charakter eines Legationsrates.
In den Jahren 1895 bis 1901 gehörte Pückler nacheinander den deutschen Botschaften in Rom, London, Wien und Sankt Petersburg als 1. Sekretär an: Am 19. Dezember 1895 wurde er zunächst der deutschen Botschaft für Italien (Quirinal-Botschaft) in Rom als 1. Sekretär zugeteilt (Dienstantritt dort: 15. Dezember 1896). Hier blieb er bis zum 21. Februar 1899 tätig. Am 20. Januar 1899 folgte dann seine Versetzung als 1. Sekretär zur deutschen Botschaft in London (Dienstantritt dort am 28. Februar 1899). Diese Stellung hatte er knapp ein Jahr lang, bis zum 23. Dezember 1899, inne. Am 21. Dezember 1899 wurde er wiederum der deutschen Botschaft in Wien als 1. Sekretär zugewiesen (Dienstantritt: 1. März 1900). Dieser Vertretung gehörte er bis zum 2. September 1900 an. Und am 3. August 1900 wurde er nach Petersburg kommandiert (Dienstantritt: 11. Oktober 1900), wo er bis zum 8. Dezember 1901 verblieb.
Am 18. November 1901 wurde Pücklers Ernennung zum deutschen Gesandten in Luxemburg ausgesprochen (Übernahme der Geschäfte: 9. Januar 1902; Übergabe des Beglaubigungsschreibens: 13. Januar 1907). Auf diesem Posten verblieb er fast sechs Jahre, bis zum 13. Dezember 1907.
Ende 1907 wurde Pückler zum deutschen Gesandten in Stockholm ernannt (Übernahme der Geschäfte: 4. Januar 1908; Übergabe des Beglaubigungsschreibens: 11. Januar 1908). Diese Stellung hatte er knapp drei Jahre lang inne, bis er zum 10. Januar 1911 in den Ruhestand versetzt wurde. Fortan widmete er sich der Verwaltung seiner Güter.

## Familie
Pückler war seit dem 3. August 1901 mit Marie-Agnes Gräfin von Hochberg, Freiin von Fürstenstein, einer Tochter des Generalintendanten der königlichen Schauspiele Bolko Graf von Hochberg Freiherr zu Fürstenstein, verheiratet.
Am 15. Mai 1925 adoptierte Pückler seinen Neffen Sylvius von Pückler-Burghauss. Dieser übernahm dann 1943 die Besitzungen, u. a. das 802 ha Gut Ober Weistritz.